# Marco e Star contro le forze del male
Marco e Star contro le forze del male (Star vs. the Forces of Evil) è una serie animata statunitense, creata da Daron Nefcy, e andata in onda negli Stati Uniti in anteprima il 18 gennaio 2015 su Disney Channel, e dal 30 marzo dello stesso anno su Disney XD.
Il 12 febbraio 2015 la serie è stata confermata per una seconda stagione, trasmessa negli Stati Uniti dall'11 luglio 2016 al 27 febbraio 2017. Il 4 marzo 2016 la serie è stata rinnovata per una terza stagione, iniziata con un film per la televisione intitolato La Battaglia di Mewni, composto dai primi quattro episodi della stagione (nonché dai primi sette segmenti della stagione) e andata in onda negli Stati Uniti dal 15 luglio 2017, mentre la quarta (e ultima) stagione è andata in onda su Disney Channel dal 10 marzo al 19 maggio 2019.
In Italia la serie è andata in onda dal 2 novembre 2015 al 26 gennaio 2018 su Disney XD, e dal 25 dicembre 2018 al 6 gennaio 2019 su Disney Channel. La trasmissione in chiaro è iniziata il 15 aprile 2018 su Rai Gulp. Le prime due stagioni sono disponibili anche sul servizio streaming Disney+. La quarta stagione, seppur doppiata in italiano, non è mai andata in onda, presumibilmente per la chiusura dei canali Disney Channel e Disney XD, ed è al momento disponibile su Disney+ nelle regioni al di fuori dell'Italia.

## Trama
Star Butterfly è una principessa dedita alla magia proveniente dalla dimensione di Mewni. Per il suo quattordicesimo compleanno, riceve in dono la bacchetta magica di famiglia. Tuttavia, dal momento che Star non è in grado di gestirne l'enorme potere, i suoi genitori decidono che un'opzione più sicura è quella di mandarla sulla Terra come fosse una studentessa straniera. Lì fa amicizia con Marco Ubaldo Diaz e va a vivere con la sua famiglia mentre frequenta la Echo Creek Academy. Insieme devono affrontare la vita scolastica quotidiana e fare in modo che la bacchetta non cada nelle mani di Ludo, un criminale di Mewni che comanda un esercito di mostri. Star e i cittadini di Mewni sono in grado di viaggiare attraverso le dimensioni utilizzando le "forbici dimensionali", un oggetto magico in grado di aprire portali per altre dimensioni. Durante il periodo di Star sulla Terra, i suoi sentimenti per Marco cambieranno. Dalla terza stagione assisteremo a un cambiamento radicale dell'ambientazione: le vicende non si svolgeranno più nella cittadina di Echo Creek sulla Terra, ma nel palazzo reale e in tutta Mewni.

## Personaggi
- Star Butterfly: principessa quattordicenne della dimensione Mewni, dedita alla magia. Al suo quattordicesimo compleanno le viene donato il cimelio di famiglia, una bacchetta magica, ma dopo aver provocato un grosso incidente, viene inviata sulla Terra come studentessa straniera, andando a vivere presso la famiglia Diaz. Le piace esplorare e stare lontano dai suoi genitori per sfuggire dalla pressione dal dover essere per forza una principessa perfetta. È una bella ragazza, alta, con lunghi capelli biondi e grandi occhi blu. Ingenua, ama divertirsi e combattere mostri, anche se la sua inesperienza con la magia le fa fare più danni che altro. Doppiata in originale da Eden Sher e in italiano da Monica Vulcano (Dialogo) e Elisa Siragusano (Canto).
- Marco Diaz: ragazzo di 14 anni, alto e snello, capelli scuri e occhi castani di origini messicane. Adora i componenti del gruppo musicale Love Sentence. Diventa inizialmente il migliore amico e partner di Star nelle loro avventure, aiutandola nelle lotte contro i cattivi. Molto insicuro, ha un buon cuore ed è sempre pronto ad aiutare la sua migliore amica. Alla fine della serie lui e Star si fidanzano ufficialmente, dopo che entrambi ammetteranno di aver maturato dei sentimenti reciproci con il tempo. Doppiato in originale da Adam McArthur e in italiano da Daniele Raffaeli.
- Ludo: acerrimo nemico di Star, anch'esso proveniente da Mewni. Ha sempre avuto intenzione di strappare la bacchetta magica dalle mani della principessa e usare i suoi poteri per dominare l'universo, ma nonostante i suoi fallimenti, non si è mai dato per vinto. È un mostriciattolo grigio-verdastro scuro, con una testa rotonda e un becco adunco[3]. Doppiato in originale da Alan Tudyk e in italiano da Fabrizio Vidale.
- Toffee: è un mostro immortale dalle sembianze di una lucertola antropomorfa, il cui tratto distintivo è l'avere il medio della mano sinistra mozzato. Molto carismatico, dotato di un'intelligenza straordinaria, ha un atteggiamento cortese ma freddo, molto più meschino e diabolico di Ludo. Il suo obiettivo è quello di distruggere la bacchetta magica di Star e corrompere la magia di Mewni. Doppiato in originale da Michael C. Hall e in italiano da Guido Di Naccio.
- Esercito di Ludo: mostri che Ludo guida nei suoi piani per sottrarre la bacchetta magica a Star, senza mai riuscirvi.
- Miss Heinous / Meteora: perfida dittatrice del riformatorio per principesse, vuole controllare il cattivo comportamento delle principesse ribelli, costringendole a comportarsi come principesse automi, prive della propria personalità. Doppiata in originale da Jessica Walter e in italiano da Ludovica Modugno (Miss Heinous) e da Giulia Franceschetti (Meteora da teenager).
- Mina Loveberry: guerriera di Mewni. Era una semplice cittadina di Mewni che vendeva panni, e ispirata dal coraggio e determinazione della regina Solaria, madre di Eclipsa. Diventa la prima volontaria per il progetto della matriarca di creare un esercito di super soldati. Doppiata in originale da Amy Sedaris e in italiano da Domitilla D'Amico.
- Tom Lucitor: giovane demone principe dell'Underworld[4], ex fidanzato di Star, è temuto nella sua dimensione demoniaca. Ha un brutto carattere e perde spesso la calma. Nonostante ciò, nel corso degli episodi si mostra gentile, sensibile e anche insicuro come qualsiasi adolescente. Doppiato in originale da Rider Strong e in italiano da Piero Di Blasio.
- Rafael e Angie Diaz: genitori di Marco, che ospitano Star dopo il suo arrivo sulla Terra. Amano divertirsi e sono comprensivi sia verso il figlio che verso Star. Doppiati in originale da Artt Butler e Nia Vardalos e in italiano da Paolo De Santis e Tatiana Dessi.
- Principessa Volante Testa di Pony: (Flying Princess Ponyhead nel doppiaggio originale) amica di Star, è una testa di unicorno fluttuante. È amante del divertimento, impertinente, sarcastica e frivola, il che potrebbe spiegare l'atteggiamento spesso irrequieto e svagato di Star. Non va d'accordo con Marco, specie quando interagisce con Star (anzi al primo incontro con lui tenta perfino di ucciderlo). Doppiata in originale da Jenny Slate e in italiano da Monica Bertolotti.
- Jackie Lynn Thomas: compagna di classe di Marco, amante dello skateboard. Marco ha una cotta per lei da quando si sono conosciuti all'asilo. Jackie ha due grandi occhi color verde acqua e dei capelli biondo platino tranne una ciocca verde acqua. Doppiata in originale da Grey DeLisle e in italiano da Serena Sigismondo.
- Janna: adolescente maliziosa, bizzarra e calma, interessata a tutto ciò che è magico. È una delle amiche più strette di Star e fa parte del suo gruppo: è l'unica ragazza della Terra che si va e viene da Mewni per aiutare la principessa nelle sue avventure magiche. Doppiata in originale da Grey DeLisle (prima stagione) e da Abby Elliott (seconda stagione). In italiano è doppiata da Laura Amadei.
- Glossaryck: spiritello blu dalla grande fronte con una gemma incastonata nella testa, le labbra rosa, occhi viola a forma di diamante, sei dita per mano, una lunga barba bianca e vestito con un abito giallastro. È il più potente detentore delle conoscenze magiche dell'universo. Vive nel manuale di incantesimi di Star, e il suo compito è custodire i segreti di Mewni e dare istruzioni a Star e Marco quando hanno dei problemi. Doppiato in originale da Jeffrey Tambor (stagione 1-3) e Keith David (stagione 4) e in italiano da Renato Cecchetto.
- River Butterfly: padre di Star e re di Mewni. Come la figlia si mostra impulsivo, vivace e curioso, spesso fino allo sconsiderato, barbaro, infantile e ineducato; come la figlia poi ha la passione di combattere contro i mostri. Pur non essendo più giovane, River è prestante e dotato di una forza e una resistenza sovrumane, ama praticare la lotta a mani nude e cacciare mostri, sostenendo che questo rinvigorisca il suo fisico e migliori la sua postura sul trono. Doppiato in originale da Alan Tudyk e in italiano da Pierluigi Astore.
- Moon Butterfly: madre di Star, regina di Mewni e membro dell'Alto Consiglio della Magia. È molto autoritaria verso la figlia, vietandole qualunque tipo di divertimento e ricordandole sempre che presto sarà una regina, e quindi deve saper gestire la magia adeguatamente, però è molto protettiva nei suoi confronti. Doppiata in originale da Grey DeLisle e in italiano da Alessandra Korompay.
- Eclipsa Butterfly: una delle antenate di Star. È una donna dolce e gentile oltre che divertente e romantica: la sua attitudine alla magia oscura è dovuta alla sua fame di conoscenza, non per il potere personale. Appare nella seconda stagione. Doppiata in originale da Esmé Bianco e in italiano da Angela Brusa.
- Hekapoo: è una potente maga di Mewni, una umanoide con la pelle bianca, occhi dorati e lunghi capelli rossi, che è colei che forgia le forbici dimensionali. Ha un carattere severo e combattivo ma è anche giocosa, socievole e le piace divertirsi in altre dimensioni e passare parte del suo tempo in taverne, palestre e locande. Tra i membri del Alta commissione della magia, è quella che ha meno pregiudizi per i mostri, nonché quella che trascorre più tempo tra le persone comuni. Doppiata in originale da Zosia Mamet e in italiano da Francesca Zavaglia.
- Rhombulus: potente mago dal corpo verde chiaro con serpenti al posto delle mani e la testa formata da una gemma con un solo occhio. Ha il potere di sparare proiettili di gemme dalle mani e cristallizzare chiunque. Infantile, impulsivo e ansioso, è quello più convinto della malvagità di Eclipsa. Ha una cotta segreta per Moon ed è il primo a sostenerla nella sua ribellione contro la regina delle tenebre. Doppiato in originale da Kevin Michael Richardson e in italiano da Francesco De Francesco.
- Omintraxus Primo: è il padrone dello spazio-tempo ed è membro dell'Alto Consiglio della Magia. Ha l'aspetto di un teschio con corna fatte di spade, mentre il suo corpo muta a suo piacimento ed è in grado di manipolare lo spazio e il tempo a suo piacimento. Doppiato in originale da Carl Weathers e in italiano da Ivan Andreani.
- Lekmet: alto cancelliere dell'Alto Consiglio della Magia. È una capra antropomorfa con ali di pipistrello e si esprime solo a belati. Il suo aspetto è ispirato alla divinità Bafometto. Morirà a nello scontro con Toffee. Doppiato da Kevin Michael Richardson.
- Ruberiot: cantastorie della corte di Mewni, fa la prima apparizione nell'episodio della seconda stagione La canzone ufficiale della Principessa Star e ha anche un ruolo secondario nel film La Battaglia di Mewni della terza stagione. Si rivedrà nell'episodio Migliori amici della terza stagione, dove si sposerà con Foolduke. Doppiato in originale da Patrick Stump e in italiano da Piero Di Blasio.
- Foolduke: giullare della corte di Mewni, fa la prima apparizione nel film La Battaglia di Mewni della terza stagione ricoprendo un ruolo secondario. Si rivedrà nell'episodio Migliori amici della terza stagione, dove si sposerà con Ruberiot. Doppiata in originale da Natalie Palamides e in italiano da Perla Liberatori.
- Mariposa Diaz: sorella minore di Marco, nata a metà della quarta stagione. In un futuro alternativo vive da rifugiata insieme a Meteora, sua coetanea. Doppiata in italiano da Lucrezia Marricchi (da teenager).

## Episodi
| Stagione         | Episodi | Prima TV USA | Prima TV Italia |
| ---------------- | ------- | ------------ | --------------- |
| Prima stagione   | 13      | 2015         | 2015            |
| Seconda stagione | 22      | 2016-2017    | 2016-2017       |
| Terza stagione   | 21      | 2018-2019    | 2018-2019       |
| Quarta stagione  | 21      | 2019         | TBA             |

## Film
Il 15 luglio 2017 è stato trasmesso negli Stati Uniti un film intitolato La battaglia di Mewni, composto dai primi quattro episodi e dai primi sette segmenti della terza stagione, mentre il resto della stagione viene trasmessa a novembre dello stesso anno. In Italia è stato trasmesso tra il 15 e il 18 gennaio 2018.

## Sigla
La sigla iniziale, I'm from Another Dimension, nella versione italiana, Vengo da molto lontano, usata per tutte le attuali stagioni, è cantata in originale da Brad Breeck. La seconda stagione propone le stesse immagini della prima, eccetto nell'ultima parte in cui cambiano i personaggi presenti o la loro espressione, mentre per la terza stagione le scene sono state interamente cambiate. La versione in italiano è stata diretta da Ermavilo.
La sigla finale è cantata da Eden Sher in inglese, mentre nella versione italiana è cantata da Elisa Siragusano. Per la terza stagione viene usata una nuova sigla, Shining Star, intitolata Favolosa Star nella versione italiana.

## Accoglienza

### Ascolti
Durante la sua anteprima, Marco e Star contro le forze del male ha ricevuto 1.2 milioni d'ascolti, divenendo l'esordio televisivo di maggior successo nella storia di Disney XD. Lo stesso canale ha rivelato che la serie, insieme a La legge di Milo Murphy, ha raggiunto oltre 100 milioni di visualizzazioni tra le sue piattaforme mediatiche.

### Critica
La serie è stata accolta positivamente da parte dalla critica. Sul sito aggregatore di recensioni Rotten Tomatoes, la prima stagione della serie detiene un indice di gradimento del 100%, basato su 5 recensioni professionali e con un voto medio di 7/10.
Caitlin Donovan del sito d'intrattenimento Epicstream l'ha inserita tra le 10 migliori serie animate del 2015. Kevin Johnson del sito The A.V. Club ha dato un B+ come voto all'episodio pilota. Marcy Cook di The Mary Sue ha descritto la serie come una miscela di altri show come Invader Zim e The Ren & Stimpy Show, con una grande attrazione per un pubblico adolescente e adulto.

## Altri media

### Libri e fumetti
Dopo il successo della serie è stata pubblicata una serie a fumetti basata sulla serie TV, distribuita nel settembre 2016 dalla Disney Comics, dal titolo: Star vs. the Forces of Evil: Deep Trouble. La trama vede Marco e Star che tentano di scagionare Principessa Volante Testa di Pony, accusata di vandalismo in un regno sottomarino, popolato da pesci, delfini, squali e molte altre creature antropomorfe. Composta da otto volumi, la serie è ambienta nell'arco narrativo tra il finale della prima stagione e l'inizio della seconda, ma nel 2018 due anni dopo l'inizio di questa "serie" a fumetti a causa degli scarsi dati di vendita la Disney decise di cancellare il progetto.
Dopo il finale della seconda stagione, negli Stati Uniti è stato pubblicato un libro chiamato Star and Marco's Guide to Mastering Every Dimension, scritto da Amber Benson e Dominic Bisignano e pubblicato il 7 marzo 2017 da Disney Press.
Dopo il finale della terza stagione, negli Stati Uniti è stato pubblicato un libro chiamato Star vs the Forces of Evil: The Magic Book of Spells, scritto dalla creatrice della serie Daron Nefcy e da Amber Benson, pubblicato l'11 settembre 2018 da Disney Press. Gli illustratori del libro sono stati Daron Nefcy e Dominic Bisignano.

### Videogioco
Oltre alla serie è stato prodotto anche un videogioco online gratuito in 2D, disponibile sul sito di Disney XD, dal titolo, Marco & Star contro le forze del male: cattura creature. La storia vede Marco e Star affrontare creature uscite dalla Bacchetta magica di Star e lo scopo del gioco è quello di catturarle tutte. Il gioco è un classico puzzle diviso in quindici livelli, in cui vanno create delle file con tre o più figure identiche all'interno di una griglia, composto da diverse creature di diverso colore. Le mosse possono essere orizzontali e/o verticali, si hanno a disposizione diversi tipi di mosse e dei bonus che possono aiutare il giocatore a disfarsi delle piccole creature.